# Lluís Barraquer i Roviralta
Lluís Barraquer i Roviralta (Barcelona, 1855 – Sant Climent de Llobregat, 13 d'octubre de 1928) fou un metge neuròleg català, germà de l'historiador religiós Gaietà Barraquer i Roviralta i de l'oftalmòleg Josep Antoni Barraquer i Roviralta. Fou oncle del cardenal Francesc d'Assís Vidal i Barraquer.

## Biografia
La seva família era originària de Sant Feliu de Guíxols. El seu pare, Tomàs Barraquer i Llauder, era germà de Joaquim Barraquer i Llauder i parent del militar Manuel de Llauder i de Camín. Era el setè de vuit germans, un d'ells militar (Josep Oriol Barraquer i Roviralta). És pare de Lluís Barraquer i Ferré i avi de Lluís Barraquer i Bordas.
En 1878 es llicencià en medicina a la Universitat de Barcelona i el 1881 va treballar a l'Hospital de la Santa Creu, on el 1882 va crear una espècie de dispensari d'electroteràpia que, a causa de la seva activitat esdevingué Servei de Neurologia i Electroteràpia. Durant la seva formació sembla que va estar molt influït per Bartomeu Robert i Yarzábal, catedràtic de Patologia i Clínica mèdiques i futur alcalde de Barcelona.
La seva formació sòlida com a especialista en neurologia provindrà de la seva lectura de la literatura mèdica estrangera i dels seus viatges a França, d'on va importar algunes tècniques d'exploració i recerca experimentals. Tot i això, els seus principals estudis eren de tipus clínic basats en l'observació diària dels malalts. Així va descriure símptomes com el reflex d'hiperflexió plantar o la distinció entre la contracció mediatitzada pel sistema nerviós i la ideomuscular.
Els principals camps que van acaparar l'atenció de Barraquer van ser els trastorns tròfics i les afeccions del sistema nerviós perifèric, de forma especial la seva semiologia. En 1885 va publicar el seu primer article, "Parálisis periférica protopática de las cuatro extremidades", en la Gaceta Médica Catalana, en la qual el 1897 publicà la "Contribución al estudio de la atetosis".
En 1906 va publicar la primera observació de l'anomenada malaltia de Barraquer-Simmons, tant en alemany (Neurologische Zentralblatt), com en francès (Nouvelle Iconographie de la Salpêtrière). Es tractava d'una lipodistrofia progressiva amb pèrdua de teixit adipós subcutani de la cara, coll i tòrax, i augment del teixit adipós en la meitat inferior del cos.
També va dur a terme nombroses recerques de laboratori sobre la degeneració i regeneració del sistema nerviós perifèric que va dur a terme en el nervi ciàtic de conills. El 1919 va publicar el treball Etudes clíniques et expérimentales de Neurologie. Dégéneration et régéneration du système nerveux péripherique, amb els resultats d'aquests experiments. En 1928 va publicar en els Annals de l'Hospital de la Santa Creu un altre treball relacionat: "Estudio experimental de la degeneración regeneración del sistema nervioso periférico". També va publicar una llarga memòria on descriu l'afecció del sistema nerviós perifèric en la lepra. Entre 1919 i 1923 va fer operar una sèrie d'epilèpsies focals, procurant identificar la topografia del focus que anava precedit d'una anàlisi clínica per mitjà de la faradització localitzada. Hi van col·laborar Manuel Corachan i Garcia i Enric Ribas i Ribas.
En 1921 va descriure el reflex de prensió del peu i en 1922 va ingressar en la Reial Acadèmia de Medicina de Barcelona amb la memòria Valor semiológico de la contracción idiomuscular. També col·laborà en la fundació de l'Acadèmia de Ciències Mèdiques de Catalunya i Balears, on en 1924 va impartir una conferència sobre l'atròfia global dels teixits d'un costat de l'organisme, de patogènia "distròfico-simpàtica" i d'etiologia artropàtica en la majoria de casos.
Va recollir el seu treball de forma minuciosa amb iconografia anatòmica, clínica i patològica (macro i microscòpica), que Va servir també de base per a l'elaboració del Tractado de enfermedades nerviosas, en dos volums, del seu fill Lluís Barraquer i Ferré en 1936-1940. Va morir a la seva finca de Sant Climent de Llobregat d'una pneumònia crupal.